# 布倫托尼山

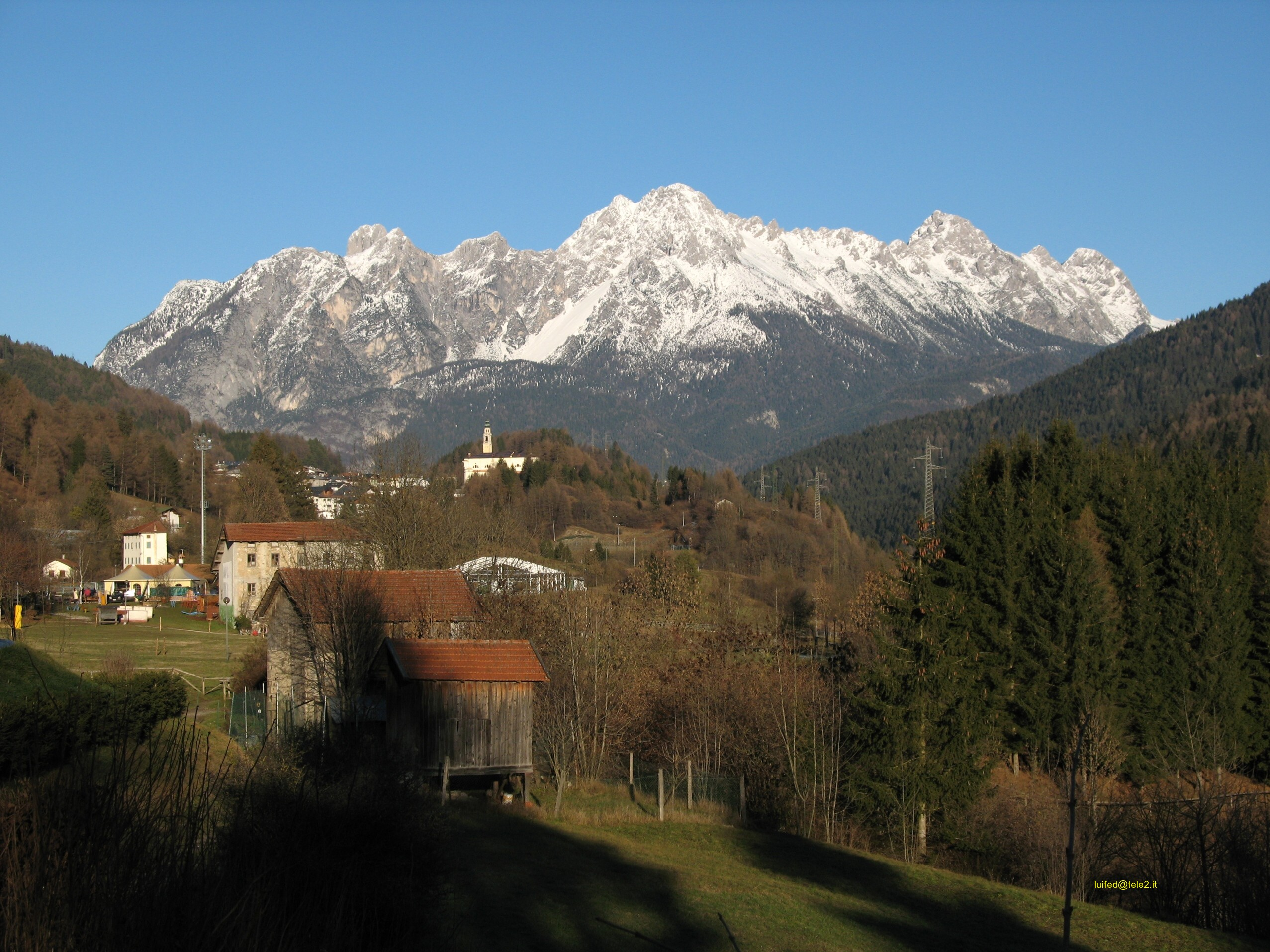

46°31′N 12°34′E / 46.517°N 12.567°E
布倫托尼山（義大利語：Monte Brentoni），是意大利的山峰，位於該國東北部，由威尼托大區負責管轄，屬於卡爾尼克阿爾卑斯山脈的一部分，海拔高度2,548米，人類在1898年首次登頂。